# Винтон (Вирџинија)
Винтон (енгл. Vinton) град је у америчкој савезној држави Вирџинија. По попису становништва из 2010. у њему је живело 8.098 становника.

## Демографија
Према попису становништва из 2010. у граду је живело 8.098 становника, што је 316 (4,1%) становника више него 2000. године.
| Група             | 2000.         | 2010.         |
| Белци             | 7.309 (93,9%) | 7.187 (88,8%) |
| Афроамериканци    | 261 (3,4%)    | 452 (5,6%)    |
| Азијати           | 51 (0,7%)     | 78 (1,0%)     |
| Хиспаноамериканци | 86 (1,1%)     | 230 (2,8%)    |
| Укупно            | 7.782         | 8.098         |